# Georg von Antiochien

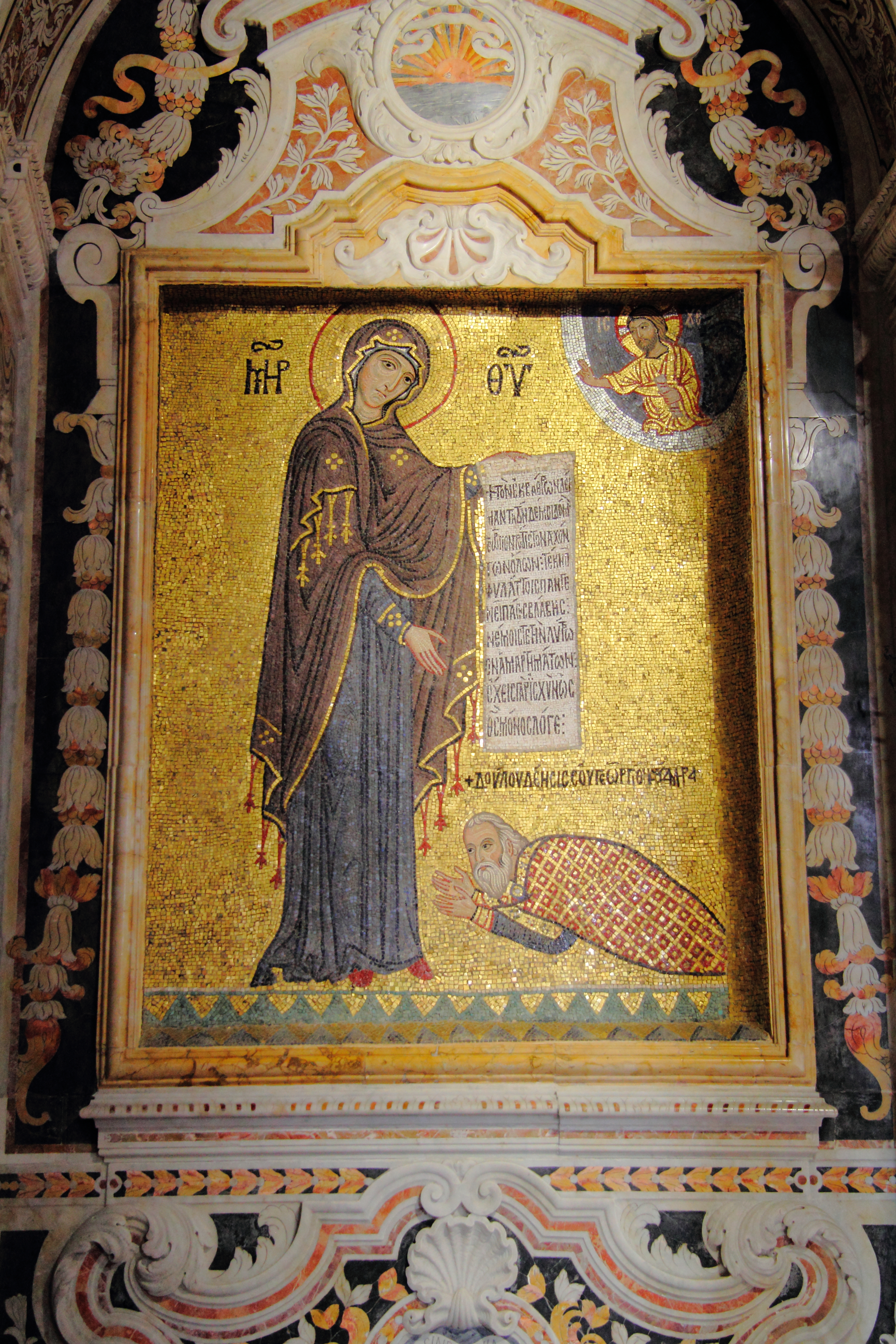
Georg auf dem Stiftermosaik der Martorana in Palermo

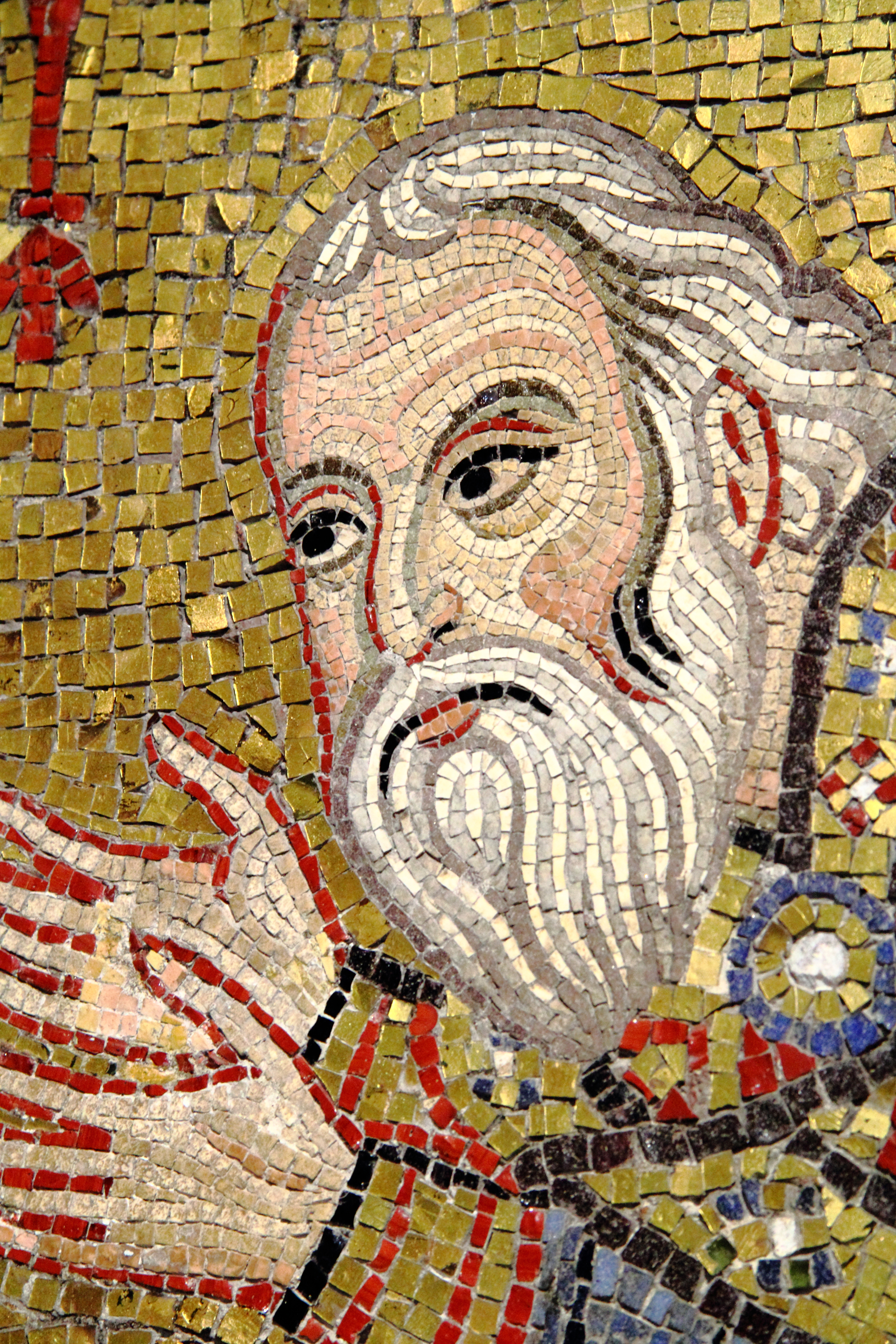
Porträt von Georg

Georg von Antiochien (* zwischen 1080 und 1090 vermutlich in Antiochia; † zwischen April und August 1151) war ein Heerführer und hoher Hofbeamter unter Roger II. von Sizilien.

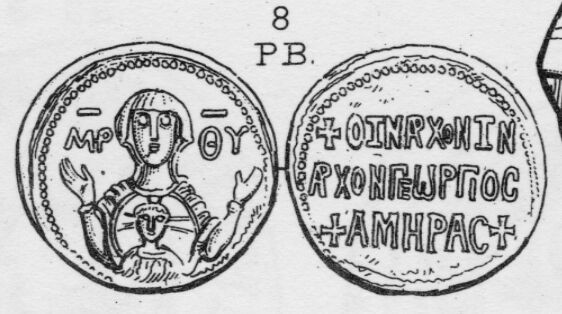
Bleibulle Georgs von Antiochien

## Leben
Er wuchs im heutigen Tunesien auf, floh später aber nach Sizilien, wo er beim dortigen Grafen Roger II. Anstellung fand.
Nach dem Tod des Christodulos wurde er als Ammiratus der führende Mitarbeiter Rogers II. und trug den Titel ammiratus ammiratorum bzw. archōn tōn archontōn.
1143 stiftete er die Kirche Santa Maria dell’Ammiraglio in Palermo für die „memoria“ seiner Familie. Bereits 1127 hatte er das griechische Kloster S. Michele in Mazara gegründet.
Der Ponte dell’Ammiraglio in Palermo wurde 1132 in seinem Auftrag errichtet.
1147 begann er einen Plünderungs- und Eroberungszug durch das Mittelmeer, bei dem er Korfu, Mahdia, Sfax und Soussa eroberte und 1149 Konstantinopel belagerte.